# Gilbert King

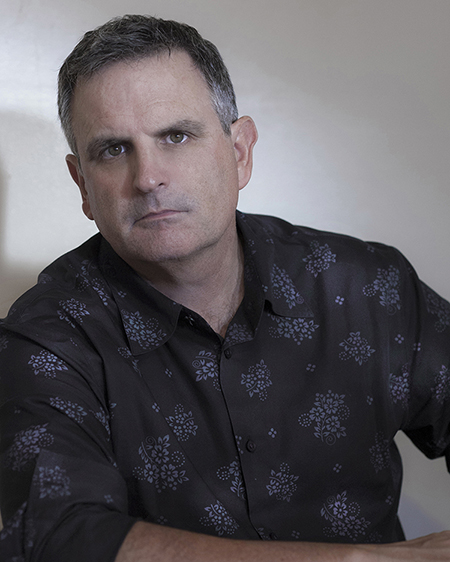
Gilbert King, 2013

Gilbert Anthony King (* 22. Februar 1962 in Rockville Centre, New York) ist ein US-amerikanischer Autor und Fotograf. Für Devil in the Grove, erschienen 2012, erhielt er 2013 den Pulitzer-Preis in der Kategorie „General Nonfiction“ und ebenfalls 2013 war Devil in the Grove das zweitplatzierte Sachbuch beim Dayton Literary Peace Prize. Sein vorangegangenes Buch The Execution of Willie Francis setzte sich in ähnlicher Weise mit rassistischem Unrecht auseinander. Kings Artikel sind unter anderem in The New York Times und The Washington Post erschienen, er schreibt außerdem für den Geschichtsblog Past Imperfect des Smithsonian. Fotografische Arbeiten von ihm erschienen unter anderem in der Vogue, Harper’s Bazaar, Marie Claire und Cosmopolitan.

## Leben
Gilbert King kam 1962 in Rockville Centre im US-amerikanischen Bundesstaat New York zur Welt und wuchs bis zu seinem 12. Lebensjahr in St. James auf Long Island auf und zog dann mit seiner Familie nach Schenectady, New York. King schloss dort die High School ab und besuchte dann die University of South Florida, die er jedoch ohne Abschluss verließ, um nach New York City zu ziehen. Seinen Bachelor-Abschluss erhielt er 1985 von Excelsior College, ein auch für seinen Fernunterricht bekanntes College. In New York City lebte er als freier Mitarbeiter kleiner Zeitungen und Zeitschriften. 1991 erhielt er eine Festanstellung bei Macmillan Publishers als Assistent des Verlagsleiters. Gleichzeitig begann er erfolgreich seine Fotos an US-amerikanische Zeitschriften wie Glamour, Jane und Modern Bride sowie internationale Zeitschriften wie Vogue, Harper's Bazaar, Madame Figaro und Marie Claire zu verkaufen. Er erhielt auch Aufträge von L’Oréal, Redken, Michael Kors und Thierry Mugler.
Seine schriftstellerische Karriere begann 2002, als er für ein reich illustriertes Buch über Golf die Texte schrieb. Während der nächsten Jahre war er für mehrere bekannte Persönlichkeiten als Ghostwriter aktiv.

## Bücher

### The Execution of Willie Francis(Die Hinrichtung des Willie Francis)
The Execution of Willie Francis: Race, Murder, and the Search for Justice in the American South (übersetzt: Die Hinrichtung von Willie Francis; Rassismus, Mord und die Suche nach Gerechtigkeit im US-amerikanischen Süden) wurde 2008 von Basic Civitas Books veröffentlicht. Es thematisiert die Lebensgeschichte von Willie Francis, einem 16-jährigen Afroamerikaner aus Louisiana, der der Ermordung seines Arbeitgebers schuldig gesprochen wurde, 1946 mit dem elektrischen Stuhl hingerichtet werden sollte und diese Hinrichtung überlebte. Der Oberste Gerichtshof der Vereinigten Staaten kam nach langen Gerichtsprozessen zu dem Schluss, dass eine zweite Hinrichtung angesetzt werden müsse.
Das Sachbuch wurde von der Kritik positiv aufgenommen. Das Magazin Counterpunch nannte es das beste Buch über die Todesstrafe seit Norman Mailers The Executioner's Song.

### Devil in the Grove(Der Teufel im Orangenhain)
Für sein 2012 veröffentlichtes Sachbuch Devil in the Grove: Thurgood Marshall, the Groveland Boys, and the Dawn of a New America (übersetzt: Der Teufel im Orangenhain: Thurgood Marshall, die Groveland Four und der Beginn des neuen Amerikas) erhielt Gilbert King den Pulitzer-Preis in der Kategorie Sachbuch. Devil in the Grove wurde von so unterschiedlichen Zeitungen wie dem Christian Science Monitor und dem Boston Globe unter die besten Bücher des Jahres 2012 gewählt. Das Pulitzer-Preis-Komitee bezeichnete das Buch als eine detaillierte Chronik rassistischen Unrechts. Thomas Friedman von The New York Times bezeichnete es als eine Pflichtlektüre, die so spannend sei, dass man sie nicht mehr aus der Hand legen könne. Devil in the Grove wurde darüber hinaus für den Dayton Literary Peace Prize und den Chautauqua Prize nominiert und erhielt einen Edgar Award für die beste Schilderung eines realen Kriminalfalls. Lions Gate Entertainment hat darüber hinaus die Filmrechte an dem Buch erworben.
Das Buch thematisiert den Fall der sogenannten Groveland Four, vier afroamerikanischen Männern, die 1949 in Lake County (Florida) willkürlich verhaftet wurden, als eine weiße 17-jährige Frau aus Groveland behauptete, vergewaltigt worden zu sein. Ernest Thomas, einer der Beschuldigten, wurde bereits während seiner Gefangennahme erschossen. Der Ku-Klux-Klan, ein rassistischer Geheimbund, brannte unter anderem in einem Rachefeldzug Häuser, die von Schwarzen bewohnt wurden, nieder und sorgte durch sein brutales Vorgehen dafür, dass hunderte von Schwarzen in den Sümpfen des Landkreises Schutz suchten, um Vergeltungsmaßnahmen durch den Geheimbund zu entgehen.
Auf Grund der relativ eindeutigen Hinweise, dass die vier Männer zu Unrecht verhaftet worden waren, entschied sich Thurgood Marshall ihre Verteidigung zu übernehmen. Der in New York City lebende Thurgood Marshall, der 1967 – knapp 20 Jahre nach dem in Devil in the Grove beschriebenen Vorfall – zum ersten afroamerikanischen Richter am Obersten Gerichtshof der Vereinigten Staaten ernannt wurde, arbeitete 1949 für die Bürgerrechtsbewegung NAACP. Er hielt an seiner Entscheidung, sich in diesen Fall einzumischen, fest, obwohl einer seiner Kollegen vom NAACP in Zusammenhang mit diesem Fall ermordet und er selbst mit dem Leben bedroht wurde.
Im ersten Gerichtsprozess wurden zwei der überlebenden Angeklagten zum Tode verurteilt, der dritte Angeklagte wurde zu lebenslanger Haft verurteilt. 1951 gelang es Thurgood Marshall, dieses Urteil vom Obersten Gerichtshof aufheben zu lassen, weil Verfahrensfehler vorlagen. Auf einem Transport der beiden zum Tode Verurteilten in ein anderes Gefängnis wurde einer von ihnen während eines angeblichen (und heute weitgehend bezweifelten Fluchtversuchs) durch Sheriff Willis V. McCall erschossen, der zweite schwer verletzt. Thurgood Marshall konnte zwar eine erneute Verurteilung nicht verhindern. Das Todesurteil wurde jedoch bereits 1955 in lebenslange Haft umgewandelt und Walter Irvin, als letzter Überlebender der Groveland Four, 1968 begnadigt.
Gilbert King griff bei seinen Recherchen auf bislang nicht veröffentlichte Unterlagen des FBI und des NAACP zurück. Sie verdeutlichen unter anderem, dass dem FBI klar war, dass die Geständnisse der Angeklagten unter Folter erzwungen wurden, dass es aber aus unterschiedlichen Gründen am Willen mangelte, die Verantwortlichen im Lake County dafür zur Rechenschaft zu ziehen. Er belegt auch eindeutig die von Rassismus aufgeheizte Atmosphäre während der Gerichtsprozesse, von der alle bedroht waren, die an der Schuld der Groveland Four zweifelten.

## Veröffentlichungen
- Gilbert King: The Execution of Willie Francis. Race, Murder, and the Search for Justice in the American South. Basic Civitas, New York 2008, ISBN 978-0-465-00265-8 (eingeschränkte Vorschau in der Google-Buchsuche).